# Saison 2006-2007 du Valenciennes FC
Maillots
Chronologie
Saison précédente Saison suivante
La saison 2006-2007 du Valenciennes FC est celle de la remontée du club en Ligue 1.
Fraîchement sacré champion de Ligue 2, le club est présidé par Francis Decourrière et entraîné par Antoine Kombouaré. 

## Résumé de la saison

### Avant saison

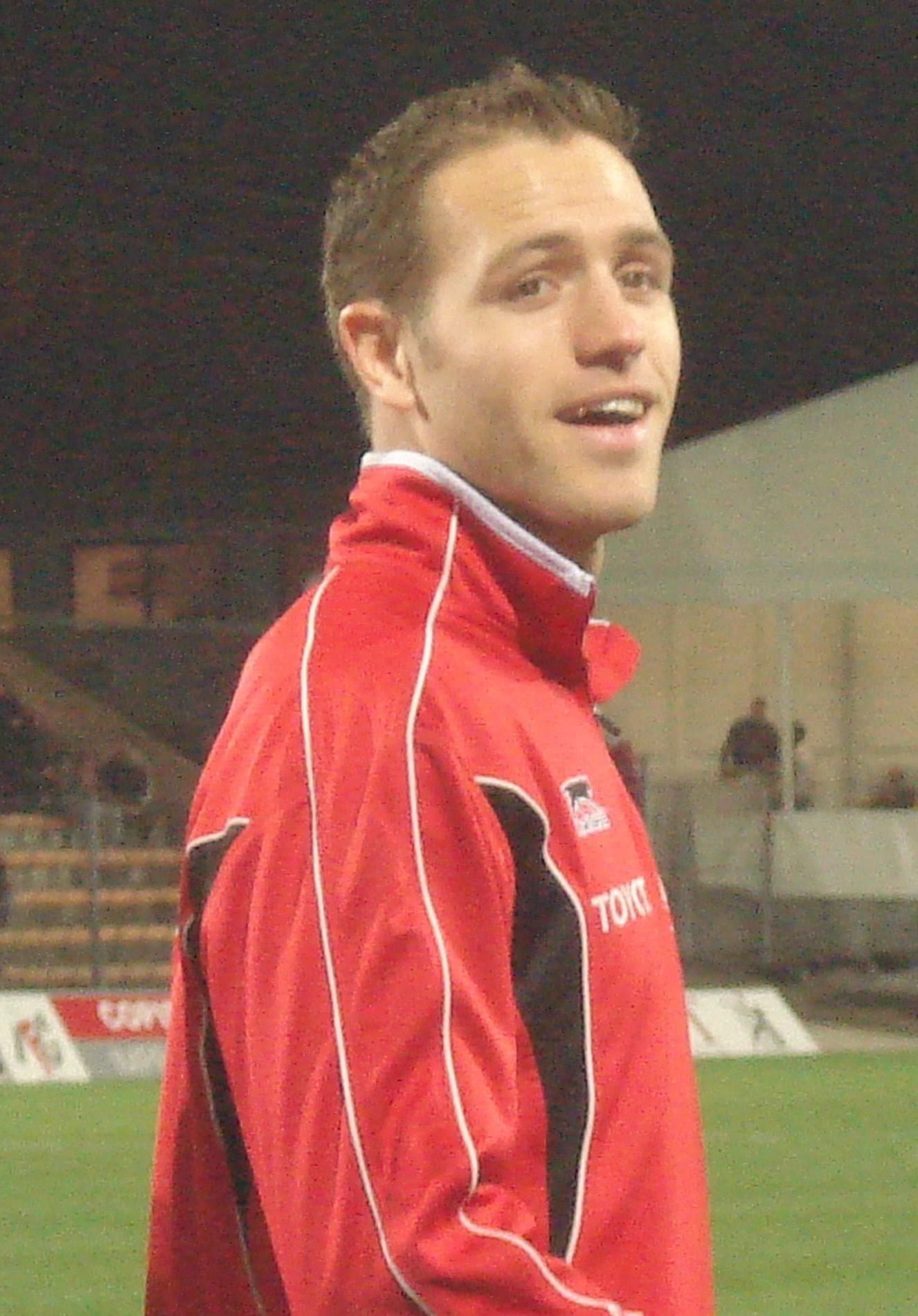
Patrick Paauwe

Après les départs de Tidiane Dia, Olivier Bogaczyk et autre Sébastien Heitzmann, l'avant-saison 2006-2007 est marquée par un renforcement de l'effectif. Un temps évoqué comme partant, Steve Savidan prolonge son engagement avec le club après s'être fait remarquer avec l'UNFP (il marque sur un retourné, en amical contre l'Équipe de France).
David Klein, gardien titulaire de la saison précédente est remplacé par Nicolas Penneteau en provenance de Bastia. Valenciennes enregistre également les arrivées de Sébastien Roudet en provenance de l'OGC Nice, Éric Hassli de Saint-Gall et Patrick Paauwe du Feyenoord Rotterdam. Rudy Haddad est prêté par le Paris Saint-Germain de même que Florin Bratu par le FC Nantes.
Le VAFC dispute six matchs amicaux d'avant saison. Après deux nuls (Guingamp et Amiens) et deux défaites (Charleroi et Lokeren), les hommes d'Antoine Kombouaré se reprennent et remportent leurs deux dernières confrontations contre l'UNFP et Sedan. 
Nicolas Penneteau se blesse lors du dernier match amical et laisse sa place dans les cages à Willy Grondin pour entamer le championnat.

### Championnat

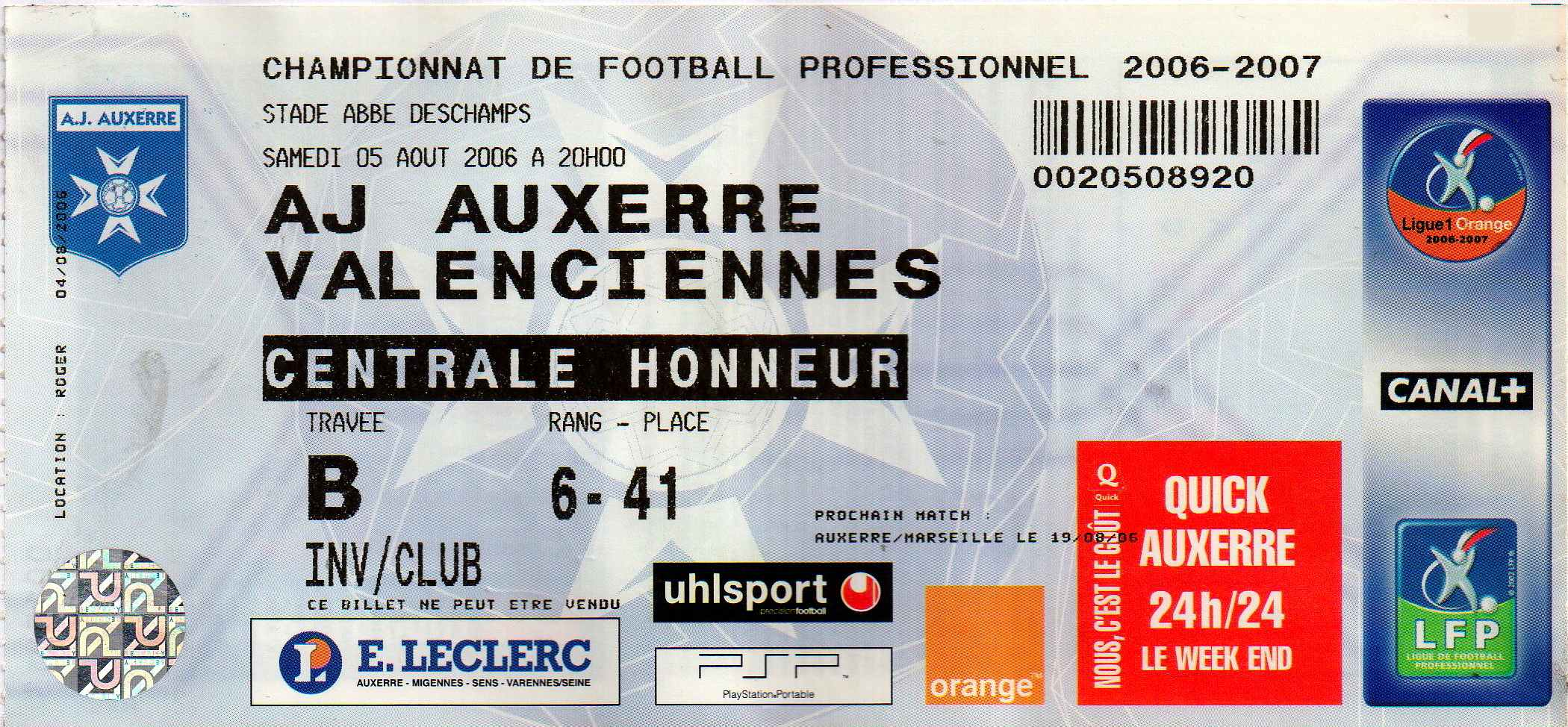
Ticket Auxerre / Valenciennes, 1ère journée, L1 2006-2007

Le VAFC dispute le premier match de son retour en Ligue 1 le 5 août 2006, au stade de l'Abbé-Deschamps à Auxerre. Savidan ouvre le score à la 43e avant que Mignot n'égalise à la 51e, score final 1-1.
Pour son premier match à domicile, le stade Nungesser accueille le Paris Saint-Germain le 12 août, à l'occasion de la 2e journée. Les 16 301 spectateurs voient les deux équipes se séparer sur un score nul et vierge.
Il faut attendre la 4e journée pour voir la première victoire valenciennoise. Les hommes d'Antoine Kombouaré l'emportent 3-1 à Nungesser grâce à des buts de Dufresne (63e et 72e) et Bezzaz (90e+2). Briand avait ouvert le score en première mi-temps (23e).
Après des débuts tonitruants, Savidan se voit décerner le trophée du joueur du mois d'août.
Le 2 septembre, "VA" se défait du Standard de Liège lors d'un match amical (3-0).

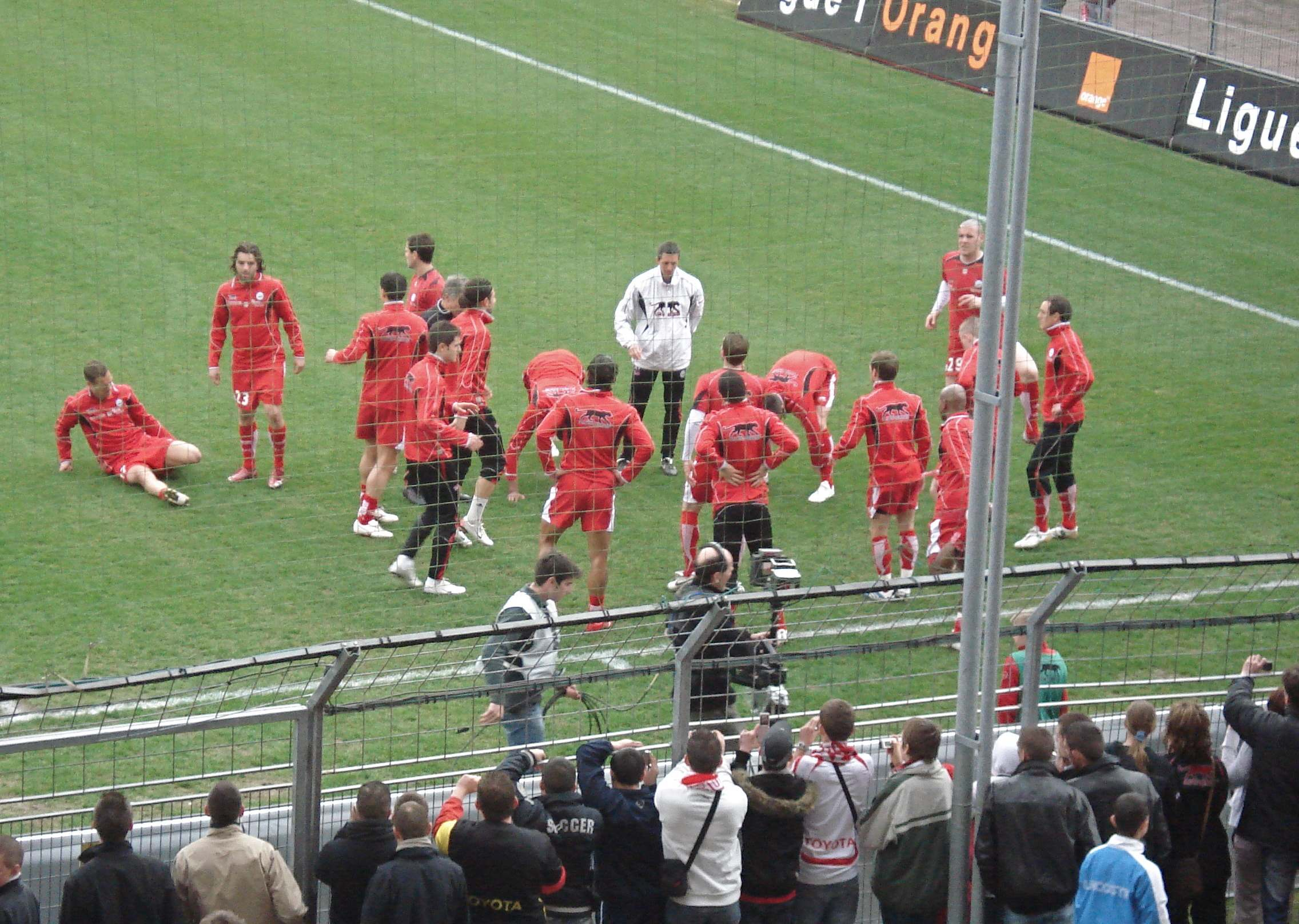
Échauffement des joueurs

Le premier derby a lieu au stade Félix-Bollaert, lors de la 5e journée. Les joueurs de Francis Gillot l'emportent sur le score sans appel de 3-0 (score acquis dès la 30e minute de jeu).
Lors de la 8e journée du 30 septembre 2006, Nicolas Penneteau dispute son premier match officiel sous les couleurs de son nouveau club face aux Girondins de Bordeaux (victoire 2-0).
De la 11e à la 14e journée, Valenciennes enchaîne une inquiétante série de quatre défaites consécutives. Après avoir perdu à Lorient (1-0), Nungesser accueille son premier derby le 4 novembre 2006 face au LOSC. Les lillois remportent le match sur le score de 0-3. Les deux déplacements à Lyon puis Marseille ne sont pas plus fructueux (défaites 2-1 et 1-0).
Les cinq derniers matchs avant la trêve se soldent ensuite par deux victoires (Nancy, 15e journée et Sedan, 19e) journée, un nul (Sochaux, 17e journée) et deux défaites 3-0 à l'extérieur (Monaco, 16e journée et Saint-Étienne, 18e journée). 

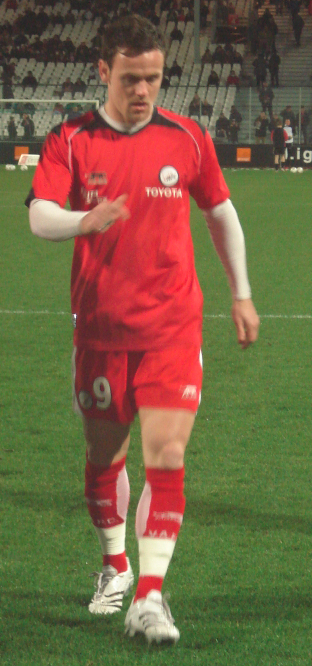
Steve Savidan

À la moitié du championnat, les valenciennois pointent à une flatteuse 14e place. Leur première partie de saison témoigne d'une équipe accrocheuse à domicile mais terriblement friable à l'extérieur (un nul, neuf défaites, aucune victoire). Abdeslam Ouaddou et Jeovânio viennent renforcer l'effectif durant le mercato d'hiver.
La première rencontre des matchs retours va faire mentir les statistiques. Au Parc des Princes et alors qu'ils évoluent à dix contre onze (expulsion de Paauwe à la 50e), Savidan (61e) et Roudet (88e) marquent les buts d'une première victoire en déplacement. Pauleta réduit l'écart sur penalty à la 90e+1. Guy Lacombe est démis de ses fonctions au PSG à la suite de ce match.
Lors de la 23e journée du 3 février 2007, Lens vient l'emporter 1-3 à Valenciennes.
Une semaine plus tard à la Beaujoire, Steve Savidan signe un quadruplé et fait passer une soirée cauchemardesque à Fabien Barthez, victoire 2-5.
Deux défaites plus tard (0-1 à domicile contre Nice et 2-1 à Bordeaux), au soir de la 28e journée, Valenciennes pointe à la 18e place et se retrouve en position de relégable pour la première (et unique) fois de la saison.
De la 27e à la 32e journée les coéquipiers du capitaine Dufresne font preuve d'une grande rigueur défensive et restent invaincus pendant six matchs. Après un nul contre Toulouse (0-0), une victoire à Troyes (1-3) et un nul contre Lorient (0-0), les valenciennois empochent leurs premiers points lors d'un derby en allant s'imposer 0-2 au Stadium de Villeneuve-d'Ascq (Doumeng, 78e et Hassli, 90e+5). 

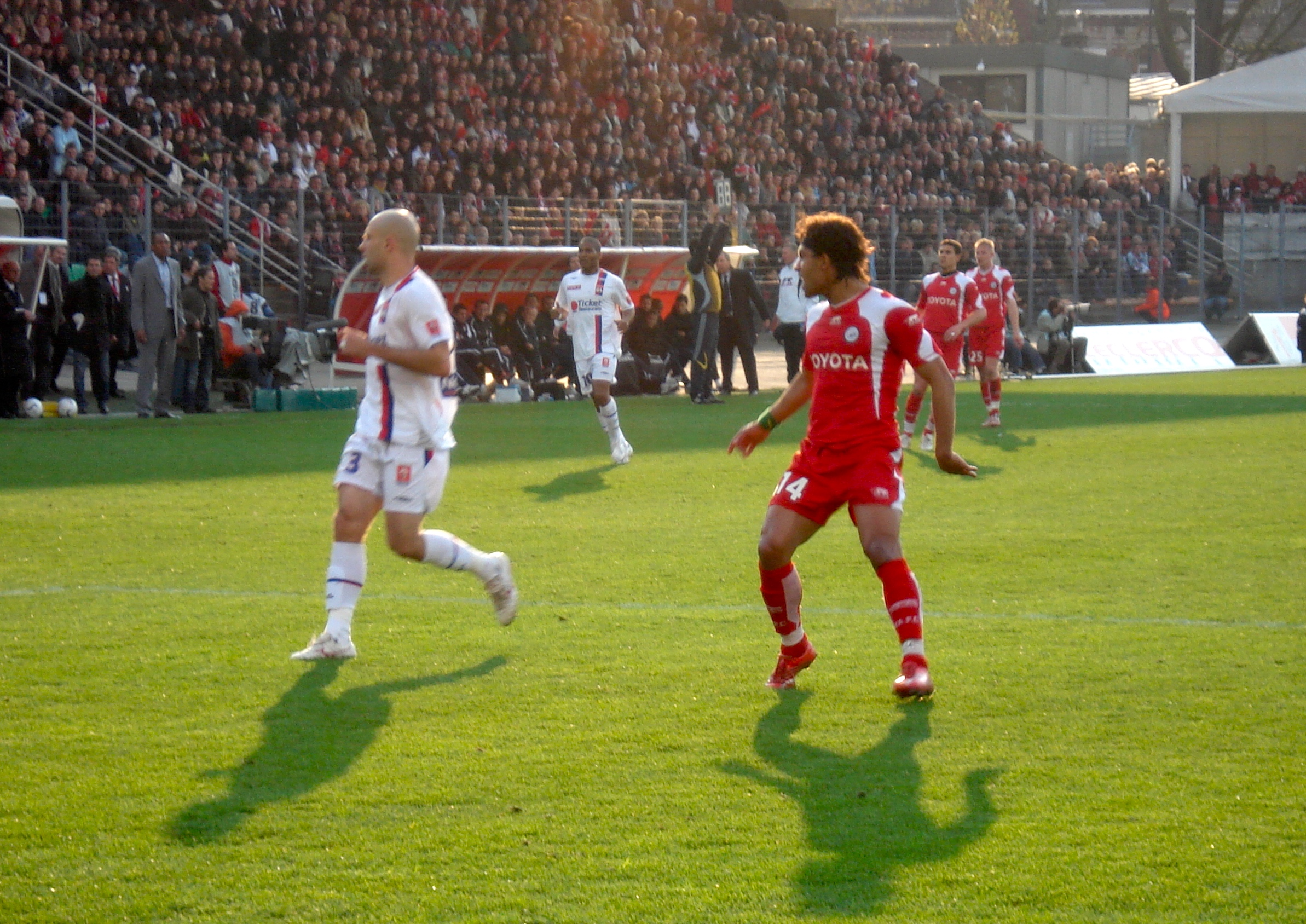
À Nungesser, Cris et Malouda concèdent le nul 0-0 contre Dossevi et Valenciennes.

Les réceptions de Lyon (0-0) et Marseille (0-0) permettent à Penneteau de conserver ses cages inviolées. Quatorze ans après l'affaire VA-OM Franck Ribéry, Samir Nasri, Mathieu Valbuena, Mamadou Niang et autre Djibril Cissé n'auront pas su faire trembler les filets valenciennois, de même que le champion lyonnais emmené par Cris, Abidal, Tiago, Benzema ou Wiltord, une semaine plus tôt.
Le 19 mai 2007, après un match nul (1-1) au stade Louis-Dugauguez lors de la 37e journée, Valenciennes est assuré de se maintenir en Ligue 1.
Le VAFC termine la saison 2006-2007 à la 17e place du championnat, premier non-relégué avec 43 points (4 points d'avance sur Troyes, premier relégué). 
| Bilan des matchs |    |    |    |    |    |    |    |    |    |    |    |    |    |    |    |    |    |    |    |    |    |    |    |    |    |    |    |    |    |    |    |    |    |    |    |    |    |    |
| Journée          | 01 | 02 | 03 | 04 | 05 | 06 | 07 | 08 | 09 | 10 | 11 | 12 | 13 | 14 | 15 | 16 | 17 | 18 | 19 | 20 | 21 | 22 | 23 | 24 | 25 | 26 | 27 | 28 | 29 | 30 | 31 | 32 | 33 | 34 | 35 | 36 | 37 | 38 |
| Lieu             | E  | D  | E  | D  | E  | D  | E  | D  | E  | D  | E  | D  | E  | E  | D  | E  | D  | E  | D  | E  | D  | E  | D  | E  | D  | E  | D  | E  | D  | E  | D  | D  | E  | D  | E  | D  | E  | D  |
| Résultat         |    |    |    |    |    |    |    |    |    |    |    |    |    |    |    |    |    |    |    |    |    |    |    |    |    |    |    |    |    |    |    |    |    |    |    |    |    |    |
| Points           | 1  | 2  | 2  | 5  | 5  | 8  | 8  | 11 | 11 | 14 | 14 | 14 | 14 | 14 | 17 | 17 | 18 | 18 | 21 | 24 | 25 | 25 | 25 | 28 | 28 | 28 | 29 | 32 | 33 | 36 | 37 | 38 | 38 | 39 | 39 | 42 | 43 | 43 |
| Class.           | 9  | 12 | 13 | 11 | 12 | 11 | 14 | 11 | 13 | 10 | 12 | 14 | 15 | 15 | 15 | 15 | 15 | 16 | 14 | 14 | 14 | 15 | 15 | 15 | 16 | 18 | 17 | 15 | 15 | 14 | 14 | 14 | 16 | 16 | 16 | 16 | 16 | 17 |

### Les buteurs du championnat 2006-2007 du VAFC
- Steve Savidan : 13 buts
- Sébastien Roudet : 5 buts
- Laurent Dufresne : 4 buts
- Yacine Bezzaz, Éric Chelle, Thomas Dossevi, Éric Hassli : 2 buts
- Freddy Bourgeois, Florin Bratu, Geoffrey Doumeng, Rudy Haddad, Rudy Mater, Patrick Paauwe : 1 but

Steve Savidan fint meilleur buteur du club avec 13 buts et second meilleur buteur du championnat derrière Pauleta (Paris SG, 15 buts).

Laurent Dufresne est le meilleur passeur du club avec quatre passes décisives.

### Coupe de la Ligue

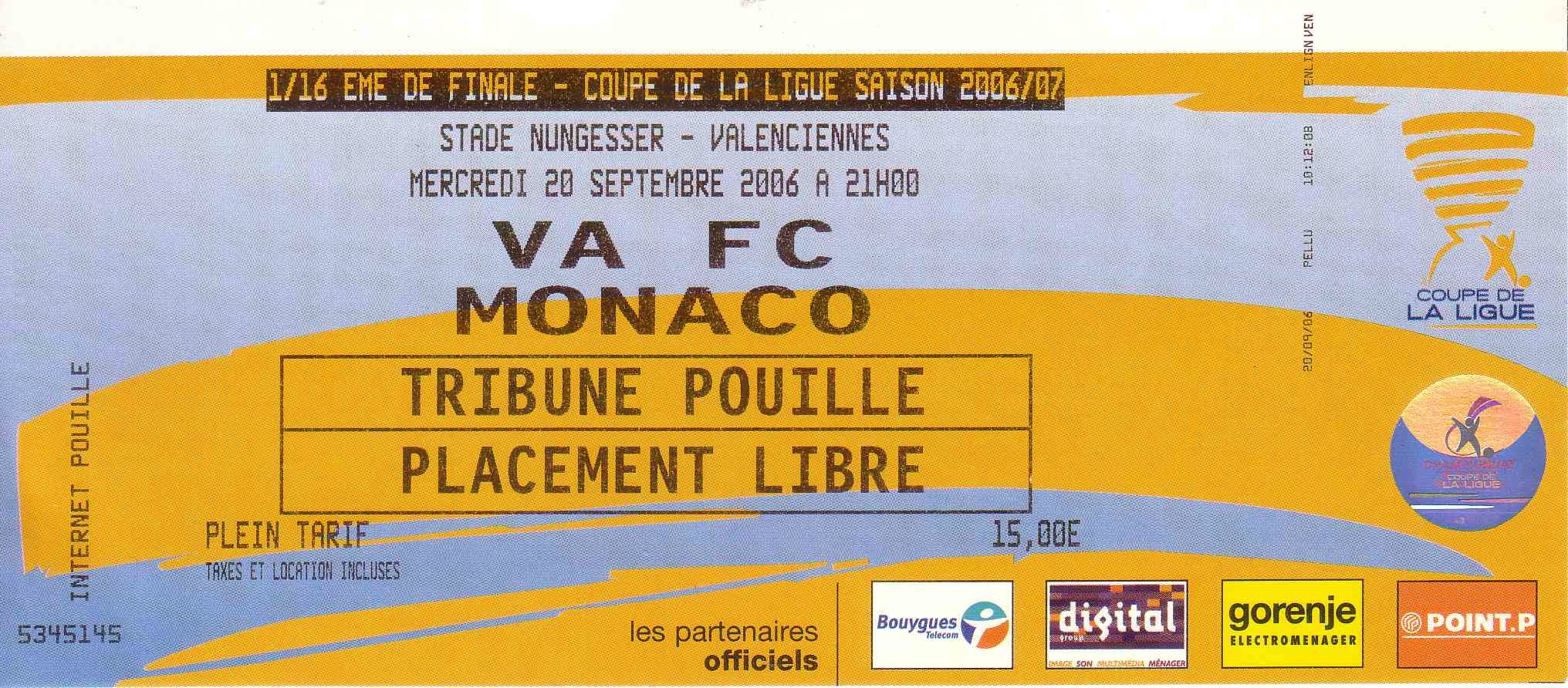
Ticket Valenciennes / Monaco, Coupe de la Ligue

Après qu'Orlando Silvestri a raté son tir au but, Valenciennes est éliminé dès les 1/16 de finale par l'AS Monaco (L1) (0-0, tab 4-5).
La finale se déroule le samedi 31 mars 2007 au Stade de France et voit les Girondins de Bordeaux battre l'Olympique lyonnais (1-0).

### Coupe de France
Valenciennes élimine Caen (L2) en 1/32 de finale (2-1), puis Romorantin (Nat) en 1/16 (1-2). Les nordistes sont éliminés en 1/8 contre le Paris SG (L1) (1-0).
La finale se joue le samedi 12 mai 2007 au Stade de France et voit le FC Sochaux-Montbéliard battre l'Olympique de Marseille (2-2, tab 5-4).

## Transferts

### Mercato d'été
| Type de transfert | Nom               | Contrat   | Provenance / Destination        |
| Arrivées          | Nicolas Penneteau | Transfert | SC Bastia (Ligue 2)             |
| Arrivées          | Sébastien Roudet  | Transfert | OGC Nice (Ligue 1)              |
| Arrivées          | Patrick Paauwe    | Transfert | Feyenoord Rotterdam (Eredevise) |
| Arrivées          | Éric Hassli       | Libre     | FC Saint-Gall (Super League)    |
| Arrivées          | Rudy Haddad       | Prêt      | Paris SG (Ligue 1)              |
| Arrivées          | Florin Bratu      | Prêt      | FC Nantes (Ligue 1)             |
| Départs           | David Klein       | Libre     | Chamois niortais (Ligue 2)      |
| Départs           | Olivier Bogaczyk  | Libre     | FC Sète (National)              |
| Départs           | Philippe Burle    | Transfert | Stade de Reims (Ligue 2)        |
| Départs           | Tidiane Dia       | Prêt      | Pau FC (National)               |

### Mercato d'hiver
| Type de transfert | Nom              | Contrat   | Provenance / Destination |
| Arrivées          | Abdeslam Ouaddou | Transfert | Olympiakos (Superleague) |
| Arrivées          | Jeovânio         | Transfert | Grêmio (Brasileirão)     |

## Encadrement technique et joueurs

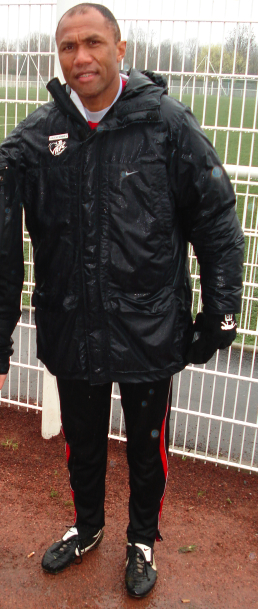
Antoine Kombouaré

### Staff
L'équipe première du VAFC est entraînée pour la seconde saison consécutive par Antoine Kombouaré qui retrouve la Ligue 1 après l'avoir découvert avec Strasbourg entre 2003 et 2004. Le calédonien a réussi l'exploit d'être champion de Ligue 2 la saison précédente alors que l'équipe venait d'y être promue après son titre de champion de National 2004-2005 (sous les ordres de Daniel Leclercq).
Le meilleur entraîneur de Ligue 2 2005-2006 est assisté de Bernard Guignedoux, connu pour être le premier buteur de l'histoire du Paris Saint-Germain. 
Raphaël Fèvre (ancien du PSG également) est chargé de la préparation physique. 
L'entraînement des gardiens est confié à Xavier Henneuse.

### Capitanat
Le capitaine de l'équipe est l'attaquant français Laurent Dufresne qui est revenu au club la saison précédente après y avoir déjà évolué entre 1992 et 1996. 
Au cours de la saison Maxence Flachez et Éric Chelle portent également le brassard. 

## Structures du club

### Budget
Le budget du club s'élève à 25,1M€ pour la saison 2006-2007 (contre 9,5 M€ la saison précédente en Ligue 2). Deux tiers des recettes (environ 63 %) proviennent des droits audiovisuels. Il s'agit du 17e budget du championnat devant Lorient (24,4 M€), Troyes (21,4 M€) et Sedan (20,7 M€).

### Stade

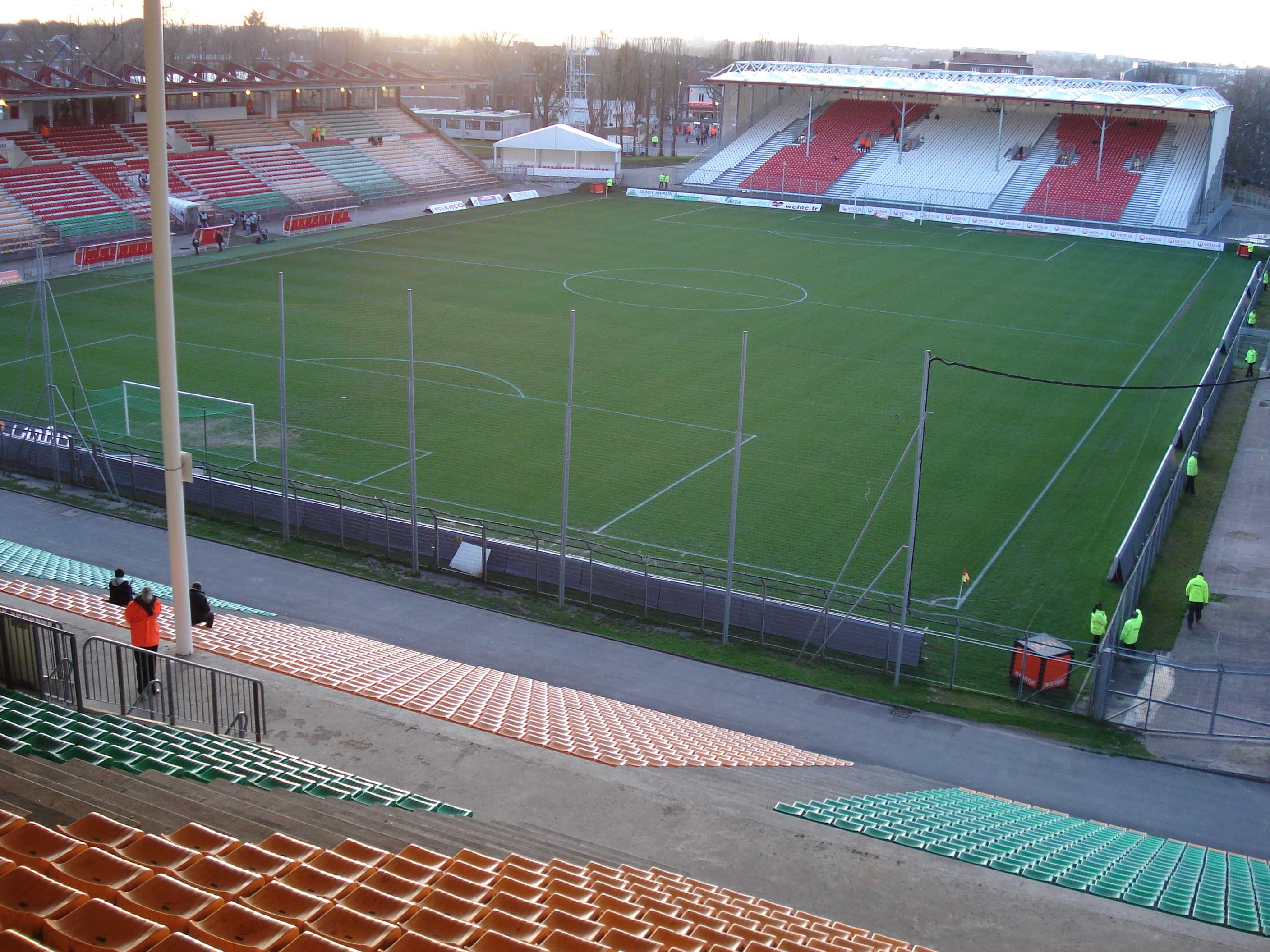
Stade Nungesser

Le VAFC évolue dans son historique stade Nungesser. Celui-ci est composé de la tribune de Fer (la plus ancienne) qui abrite le KOP, de la tribune d'Honneur, de la tribune Pouille (du nom de l'ancien président Henri Pouille) et de la nouvelle tribune ouest qui a été installée à la place de l'ancienne piste du vélodrome. Les supporters adverses sont accueillis dans un parcage de la tribune Pouille. 
Les personnes à mobilité réduite peuvent s'installer sous un chapiteau situé entre la tribune d'Honneur et la tribune ouest. 
Un chapiteau est aménagé le long de l'avenue des sports pour accueillir les "VIP".
Courant 2007, un nouveau panneau d'affichage électronique est installé dans le stade.
La compagnie de bus "Escapade" assure le transport des joueurs les jours de matchs.

### Centre d'entrainement
Dans l'attente de la construction d'un réel centre d'entrainement, les joueurs s'entrainent sur les terrains situés à l'arrière de la tribune Pouille. Ils utilisent les vestiaires du stade Nungesser.

### Boutique
Afin de répondre aux attentes des supporters, le club propose depuis 2006 un bus-boutique qui stationne sur l'esplanade de l'avenue de Reims, derrière la tribune ouest. Un stand propose également des produits dérivés du club sous la tribune Pouille. En juin 2007, une boutique officielle est inaugurée dans le centre commercial de la place d'Armes. Celle-ci propose également un service de billetterie. 

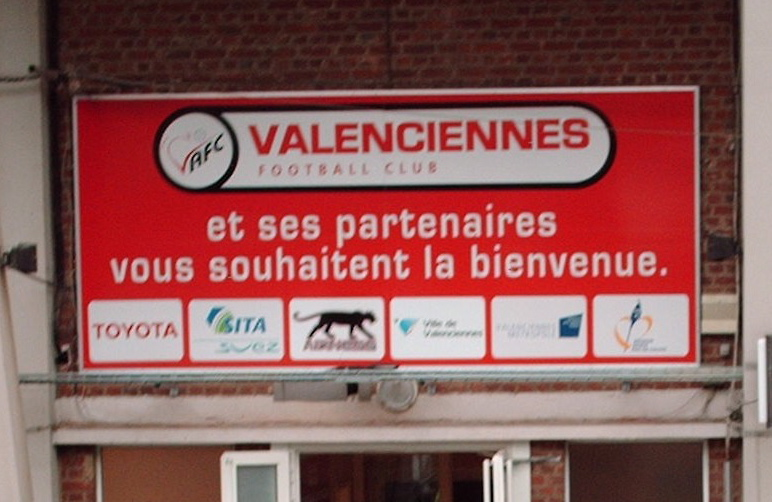
Partenaires du VAFC

### Équipementier et sponsors
Valenciennes poursuit son contrat avec l'équipementier Airness (qui équipe également Lille, Nantes et Rennes). 
Toyota est le sponsor principal maillot alors que SITA-Suez est apposé au revers sous les numéros des joueurs. Les positions des sponsors sont inversées sur les maillots extérieurs.
La ville de Valenciennes, Valenciennes Métropole et la Région Nord-Pas-de-Calais sont les partenaires institutionnels.

## Affluence
Sous l'effet de la remontée en Ligue 1 la campagne d'abonnement a été une réussite. Pour répondre aux exigences de l'élite, le Stade Nungesser a été aménagé et agrandi . Une tribune tubulaire provisoire a été installée côté ouest pour porter la capacité d'accueil de 11 595 à 16 547 places.

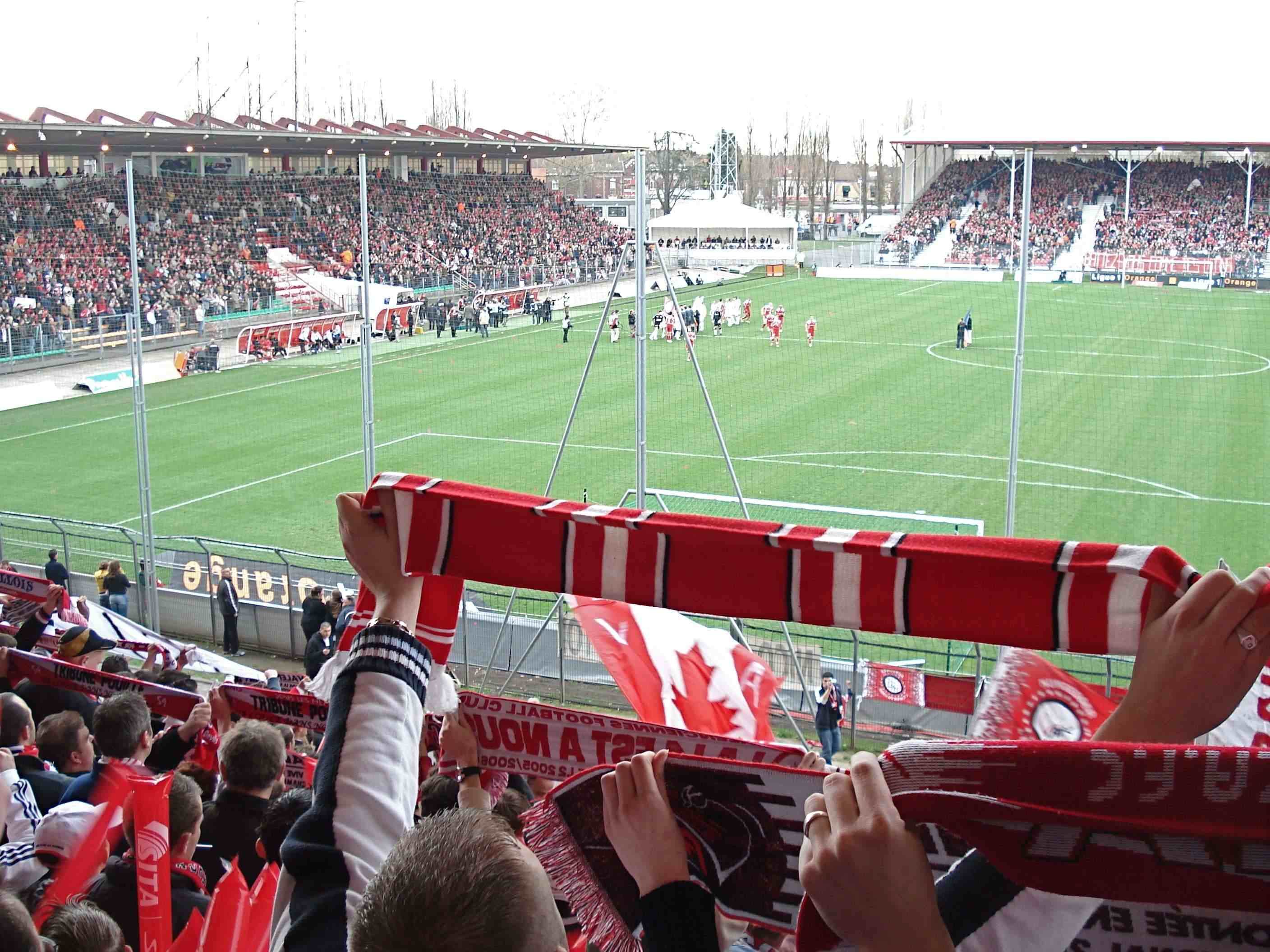
Tribunes pleines contre Lyon

Le record d'affluence au stade Nungesser est établi lors de la 23e journée avec la réception du RC Lens devant 16 513 spectateurs. Le derby contre Lille est la seconde meilleure affluence (16 503 spectateurs lors de la 12e journée) devant Marseille (16 398 spectateurs lors de la 32e journée), Paris (16 301 spectateurs lors de la 2e journée) et Lyon (15 999 spectateurs lors de la 31e journée). Les rencontres contre Auxerre (15 861, 38e journée), Monaco (15 816, 34e journée), Saint-Etienne (15 393, 36e journée), Lorient (15 359, 29e journée) et Bordeaux (15 040, 8e journée) ont également attiré plus 15 000 spectateurs.
Pour prévenir les fortes affluences de certaines affiches, le club avait commercialisé des "packs" regroupant plusieurs matchs (Toulouse - Lyon et Lorient - Marseille).
L'affluence moyenne en Ligue 1 est de 14 814 spectateurs par match (11e meilleure moyenne sur 20 équipes), soit un taux de remplissage de 89,5 % (3e derrière Lyon, 93,9 % et Nancy, 91,3 %).
Devant ce succès en termes d'affluence, le projet d'un nouveau stade est plus que jamais envisagé.

## Équipe réserve
Alors que le club n'est pas encore doté d'un centre de formation, l’équipe réserve du VAFC sert de tremplin vers le groupe professionnel. Au terme de la saison 2006-2007, elle termine première de sa poule de CFA2 avec 88 points (5 points d'avance sur l'ES Wasquehal) et accède au CFA pour la saison 2007-2008. Teddy Chevalier termine meilleur buteur de la poule avec 18 buts marqués.